# Abba Ousmane Mey
Abba Ousmane Mey est un homme politique, grand dignitaire du Nord Cameroun et proche collaborateur de Ahmadou Ahidjo.

## Biographie

### Enfance, éducation et débuts
Abba Ousmane Mey est originaire de la région de Kousseri. Il est le père de Aboubakar et Alamine Ousmane Mey.

### Carrière
Inspecteur fédéral puis gouverneur de 1972 à 1983, du temps de la grande province du Nord, Abba Ousmane Mey rencontre régulièrement Ahmadou Ahidjo',,. Très proche de ce dernier, il aurait écrit le discours de démission de celui-ci.
Il a été président du conseil d'administration de la CNPS pendant 33 ans, 1 mois et 2 jours (du 18 Décembre 1991 au 20 Janvier 2016),.

## Vie privée
Abba Ousmane Mey est un pieux musulman.